# Mohamed Mahbub Alam
Mohamed Mahbub Alam (bengalisch মোহাম্মদ মাহবুবুল আলম; geb. 1. Oktober 1972; gest. 4. Dezember 2010) war ein bangladeschischer Sprinter. Alam trat bei den Olympischen Sommerspielen 2000 in Sydney an.

## Sport
Seinen ersten internationalen Wettbewerb bestritt Alam bei den Südasienspielen 1995 in Madras, wo er im 200-Meter-Lauf Gold gewann. 1999 errang er bei den Südasienspielen in Kathmandu Silber. Er errang den nationalen Rekord von 10,54 s über 100 Meter beim 1996 Bangladesh National Athletics Championship. Er wurde 2013 mit dem Bangladesh National Sports Award ausgezeichnet.
Über 200 Meter konnte er den Lauf nicht beenden. Später arbeitete er als Mitglied des Executive Committee der Bangladesh Athletics Federation (BAF).

## Tod
Am 4. Dezember 2010 starb er bei einem Autounfall.